# Гайнц Зідер
Гайнц Зідер (нім. Heinz Sieder; 28 червня 1920, Мюнхен — 20 серпня 1944, Біскайська затока) — німецький офіцер-підводник, оберлейтенант-цур-зее крігсмаріне. Кавалер Лицарського хреста Залізного хреста.

## Біографія
1 жовтня 1938 року вступив на флот. Служив на лінійному кораблі «Шарнгорст», брав участь у двох походах в Атлантику. У квітні 1941 року переведений в підводний флот. Служив вахтовим офіцером на навчальному підводному човні у складі 26-ї флотилії. З січня 1942 року — 1-й вахтовий офіцер на підводному човні U-440, на якому взяв участь у чотирьох походах. З 17 червня 1943 року — командир U-984 (Тип VII–C), на якому здійснив 4 походи (провівши в морі загалом 99 днів) в Ла-Манш і Атлантику. 20 серпня 1944 року його човен був потоплений на захід від Бреста канадськими есмінцями «Оттава», «Кутені» та «Чодір»; всі 45 членів екіпажу загинули.
Всього за час військових дій невиправно пошкодив 4 кораблі загальною водотоннажністю 22 850 тонн і пошкодив 1 корабель водотоннажністю 7240 тонн.
| Дата           | Назва корабля                               | Тип               | Тоннаж | Вантаж                                                                   | Екіпаж | Загинули | Країна             | Конвой |
| -------------- | ------------------------------------------- | ----------------- | ------ | ------------------------------------------------------------------------ | ------ | -------- | ------------------ | ------ |
| 25 червня 1944 | HMS Goodson (K480) (невідновно пошкоджений) | Фрегат            | 1,300  |                                                                          | ?      | ?        | Британська імперія |        |
| 29 червня 1944 | Edward M. House (пошкоджений)               | Торговий пароплав | 7,240  | 1000 тонн військової техніки і війська                                   | 657    | 0        | США                | ECM-17 |
| 29 червня 1944 | H.G. Blasdel (невідновно пошкоджений)       | Торговий пароплав | 7,176  | Війська з танками, вантажівками, джипами та іншою механізованою технікою | 508    | 76       | США                | ECM-17 |
| 29 червня 1944 | John A. Treutlen (невідновно пошкоджений)   | Торговий пароплав | 7,198  | 6800 тонн інженерного обладнання і техніки як палубний вантаж            | 74     | 1        | США                | ECM-17 |
| 29 червня 1944 | James A. Farrell (невідновно пошкоджений)   | Торговий пароплав | 7,176  | 1200 тонн військової техніки і військ                                    | 494    | 4        | США                | ECM-17 |

## Звання
- Кандидат в офіцери (1 жовтня 1938)
- Морський кадет (1 липня 1939)
- Фенріх-цур-зее (1 грудня 1939)
- Оберфенріх-цур-зее (1 серпня 1940)
- Лейтенант-цур-зее (1 квітня 1941)
- Оберлейтенант-цур-зее (1 квітня 1943)

## Нагороди
- Нагрудний знак флоту (16 жовтня 1942)
- Нагрудний знак підводника (16 листопада 1942)
- Залізний хрест
  - 2-го класу (29 січня 1943)
  - 1-го класу (28 лютого 1944)
- Лицарський хрест Залізного хреста (8 липня 1944)